# Chinchilla de Montearagón
Chinchilla de Montearagón (hasta 1860, simplemente Chinchilla) es una ciudad y un municipio español de la provincia de Albacete, en la comunidad autónoma de Castilla-La Mancha. Está ubicada en la comarca de La Mancha de Montearagón, a 13 km de la capital albaceteña. Fue capital de la provincia de Chinchilla entre 1822 y 1823, precedente de la creación en 1833 de la provincia de Albacete.
La ciudad, de trazado medieval, está enclavada en el cerro de San Blas, a 897 metros sobre el nivel del mar, desde cuya cima domina la llanura manchega. Está relacionada con la capital albaceteña desde sus orígenes.
Declarada conjunto histórico artístico, su gran riqueza monumental comprende monumentos como el castillo, la muralla, la iglesia de Santa María del Salvador, el convento de Santo Domingo, el Museo de Cerámica Nacional, la casa consistorial o las cuevas y baños árabes. Otros atractivos turísticos son su Semana Santa, datada en 1586, el prestigioso Festival de Teatro Clásico Ciudad de Chinchilla o «Los Miércoles».
Cuenta con una población de 4626 habitantes (INE 2024), aunque según datos de consumo de agua se eleva a unos 5000, ya que muchos no están empadronados en esta localidad usada como "ciudad dormitorio" de Albacete.

## Toponimia
Aunque aún hoy se mantienen ciertas tradiciones, con muy escaso fundamento histórico y filológico, sobre el significado y evolución del nombre de la ciudad; la hipótesis más plausible es la formulada por Pocklington en 1987, que sugiere que el actual nombre castellano es una evolución, a través del mozárabe y el árabe andalusí, del nombre con el que fue conocida esta población en época romana (Saltici, en latín) —que a su vez sería un término ibero— más el sufijo diminutivo -ella.
 Sin embargo, la terminación de diminutivo -ella se explica mejor a partir de un nombre común como sentice ('zarza').

## Símbolos
El himno de Chinchilla fue compuesto por el maestro Moisés Davia en 1949. 
El escudo de la ciudad presenta la siguiente descripción: En campo de sinople, un trozo de muralla de plata con dos torreones, almenada, mazonada de sable y aclarada de gules, surmontada de un castillo con idéntico esmalte y metal. En los torreones laterales del castillo sendas águilas, de sable, afrontadas que apoyan sus patas en el homenaje y en los torreones. Surmontando los torreones de la muralla, sendos ciervos del natural pasantes y enfrentados. Al timbre, como es habitual, corona real cerrada española.
La bandera de la ciudad fue aprobada por el ayuntamiento en 2014. De color verde, presenta en el centro el escudo de Chinchilla. Según declara Luis Guillermo García-Saúco Beléndez, se utilizó el verde por varias razones: la primera, porque el campo del escudo es sinople y habitualmente es el mismo que se utiliza cuando se crean banderas municipales; en segundo lugar, hay una confusa noticia documental, quizá del siglo XVI, en la que se habla de la bandera del municipio de color verde; además, el verde hace referencia al pasado musulmán de la antigua Chinchilla. Es, también, el color de la esperanza en la prosperidad de un pueblo.

## Geografía
Está integrado en la comarca de monte Ibérico-Corredor de Almansa, si bien también forma parte de la llamada Mancha de Montearagón, que ocupa el sector suroriental de La Mancha. Se sitúa a 17 km del centro de Albacete y su término municipal está atravesado por las autovías A-30 (autovía de Murcia) y A-31 (autovía de Alicante) y por la carretera N-301, alternativa convencional a la A-30.
El relieve del extenso municipio (680 km²) tiene las características típicamente manchegas pero con la particularidad de la presencia de los Montes de Chinchilla que se extienden en dirección suroeste-noreste. El resto del territorio presenta un relieve suave con algunas elevaciones aisladas. Los puntos más elevados son Mompichel (1110 m) y Arrocinejos (1002 m). La localidad se alza a 897 m sobre el nivel del mar, en el llamado cerro de San Blas (el castillo está en la cima, a 965 m de altitud).
Comprende las pedanías de Casa Blanca de los Rioteros, Estación de Chinchilla, La Felipa, Horna, Pinilla, Pozo Bueno, Pozo de la Peña y Villar de Chinchilla.
| Noroeste: Albacete               | Norte: Valdeganga y Casas de Juan Núñez | Noreste: Higueruela y Hoya-Gonzalo                                      |
| Oeste: Albacete                  |                                         | Este: Bonete                                                            |
| Suroeste: Pozo Cañada y Albacete | Sur: Tobarra                            | Sureste: Fuente-Álamo, Pétrola, Corral-Rubio y Montealegre del Castillo |

### Patrimonio natural
La Sierra Procomunal de Chinchilla de Montearagón atesora varios endemismos vegetales presentes también en serranías cercanas: el rabogato del Mugrón (Sideritis mugronensis) o la genista del Mugrón (Genista mugronensis). Los páramos (cuyas altitudes varían entre 700 y más de 1000 m) del mesomediterráneo superior llegan a alcanzar el supramediterráneo inferior en momentos y zonas puntuales, como demuestra la presencia de varias especies arbustivas: Salvia lavandulifolia, Erinacea anthyllis (aparece en cumbres altas) y la propia genista del Mugrón. 
Existen repoblaciones con pino carrasco (Pinus halepensis), debido a su alta rusticidad, en varios puntos. Otras gimnospermas observables son, por orden de mayor a menor abundancia: el pino piñonero (Pinus pinea), el enebro de la miera (Juniperus oxycedrus), la efedra (Ephedra nebrodensis) y la sabina mora (Juniperus phoenicea). Los otros pinos abundantes en las sierras albacetenses, el pino negral (Pinus pinaster) y el laricio (Pinus nigra subsp. salzmannii) no se dan en la zona. 

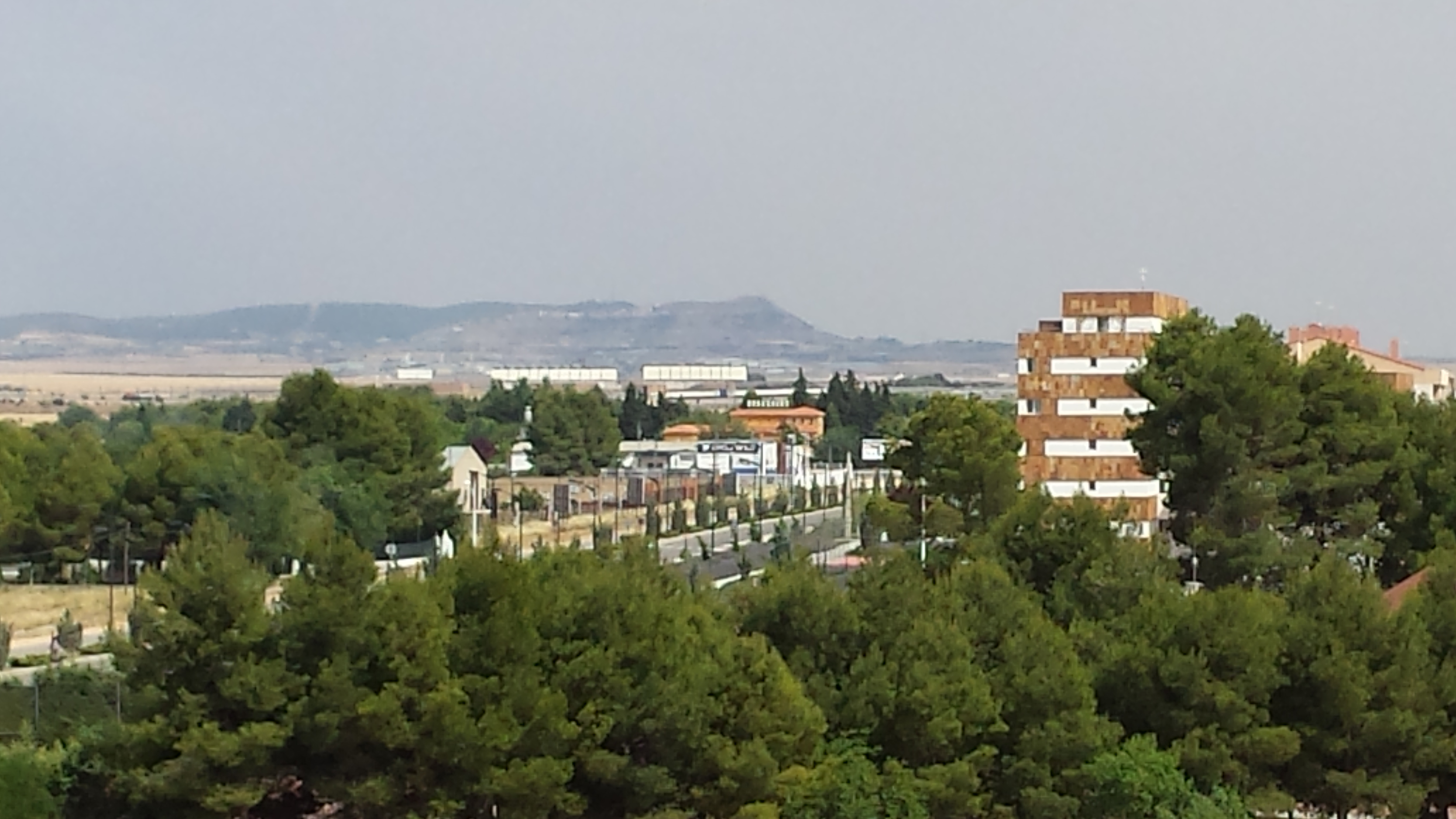
Chinchilla de Montearagón desde Albacete.

Abunda el esparto (Stipa tenacissima), planta esteparia de muchos usos artesanales y muy aprovechada antiguamente en la zona, que vio aumentada su área de distribución con la tala de pinos y encinas para pastoreo y aprovechamiento maderero. Como ocurrió en muchas zonas del centro y sureste ibérico, el esparto se plantó en muchas laderas y serranías, ya que su reproducción asexual es fácil, y los bosques de quercíneas y gimnospermas se redujeron.
Escasean ya los olmos comunes o negrillos (Ulmus minor), aunque aparecen rodales de interés en algunas zonas. También quedan carrascas (Quercus rotundifolia) de cierta altura en algunos enclaves.
Con respecto a la fauna, la de mayor interés es la invertebrada, destacando sus arañas y entomofauna. Los ortópteros son abundantes (géneros Sphingonotus, Calliptamus, Anacridium, Oedipoda, Acrotylus...), así como los mántidos (Rivetina baetica, la empusa o mantis palo Empusa pennata, el insecto de Santa Teresa (Mantis religiosa), Iris oratoria, Ameles). Existen también Gastropoda muy apreciados en la zona para su consumo, como el caracol judío (Sphincterochila candidissima) y la choneta (Eobania vermiculata). 
Entre los vertebrados, cabe destacar su ornitofauna. El ambiente estepario de muchas zonas de la sierra de Chinchilla, así como partes del término municipal que incluyen campos de cultivo, es apreciado por las aves esteparias, como el alcaraván (Burhinus oedicnemus), la perdiz roja (Alectoris rufa), la ganga ibérica (Pterocles alchata) y aláudidos como la cogujada común (Galerida cristata). También son observables rapaces diurnas como el gavilán común (Accipiter nisus), el busardo ratonero (Buteo buteo) y el cernícalo vulgar (Falco tinnunculus) y el primilla (Falco naumanni); así como las nocturnas (búho real (Bubo bubo), búho chico (Asio otus) y mochuelo (Athene noctua). Hay también Passeriformes de entornos forestales en zonas arboladas.

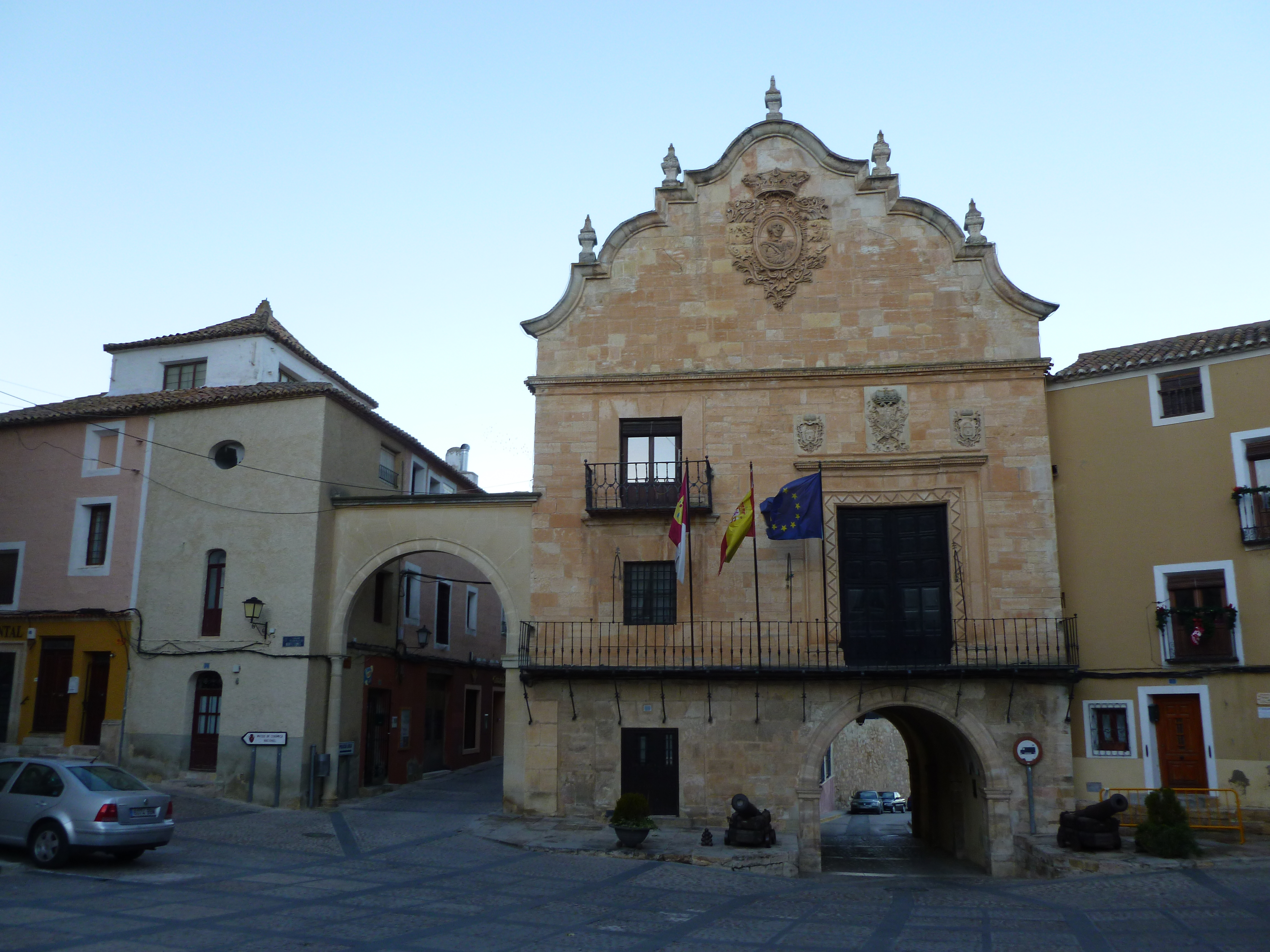
Casa consistorial de Chinchilla de Montearagón en la plaza de La Mancha

Hay también herpetofauna, escasa comparada con otros lugares de la península ibérica, pero es posible observar saurios como el lagarto ocelado (Timon lepidus), la lagartija colilarga oriental (Psammodromus jeanneae), la ibérica (Podarcis hispanica) y la cenicienta (Psammodromus hispanicus). Los anfibios son muy escasos, pero en algunas zonas encharcadas, como algunas balsas cerca de la Rambla del Agua y en estanques abandonados aparecen las ranas comunes (Pelophylax perezi), fáciles de descubrir por su intenso croar en las noches de primavera y otoño. El sapo corredor (Epidalea calamita) es, sin duda, el anuro más abundante del término municipal.
Los mamíferos representan un grupo reducido, aunque en la actualidad hay una pequeña población de cabra montesa (Capra pyrenaica) en la Sierra Procomunal. También hay liebre ibérica (Lepus granatensis) y conejo (Oryctolagus cuniculus).
Hay lagunas endorreicas en el límite sur del término municipal, como la de Horna, la de los Ánades, la del Recreo, Hoya Usilla, Casa Villora, Casa Palomera y la orilla norte de Pétrola. Son ecosistemas muy frágiles, de enorme interés botánico y zoológico, que han sufrido numerosos atentados medioambientales, pero todavía resisten. En ellas pueden observarse aves acuáticas como el flamenco rosa (Phoenicopterus roseus), limícolas (que incluyen chorlitejos (Charadrius sp), combatientes (Philomachus pugnax), cigüeñuelas (Himantopus himantopus)...), anátidas y rállidos.

## Historia

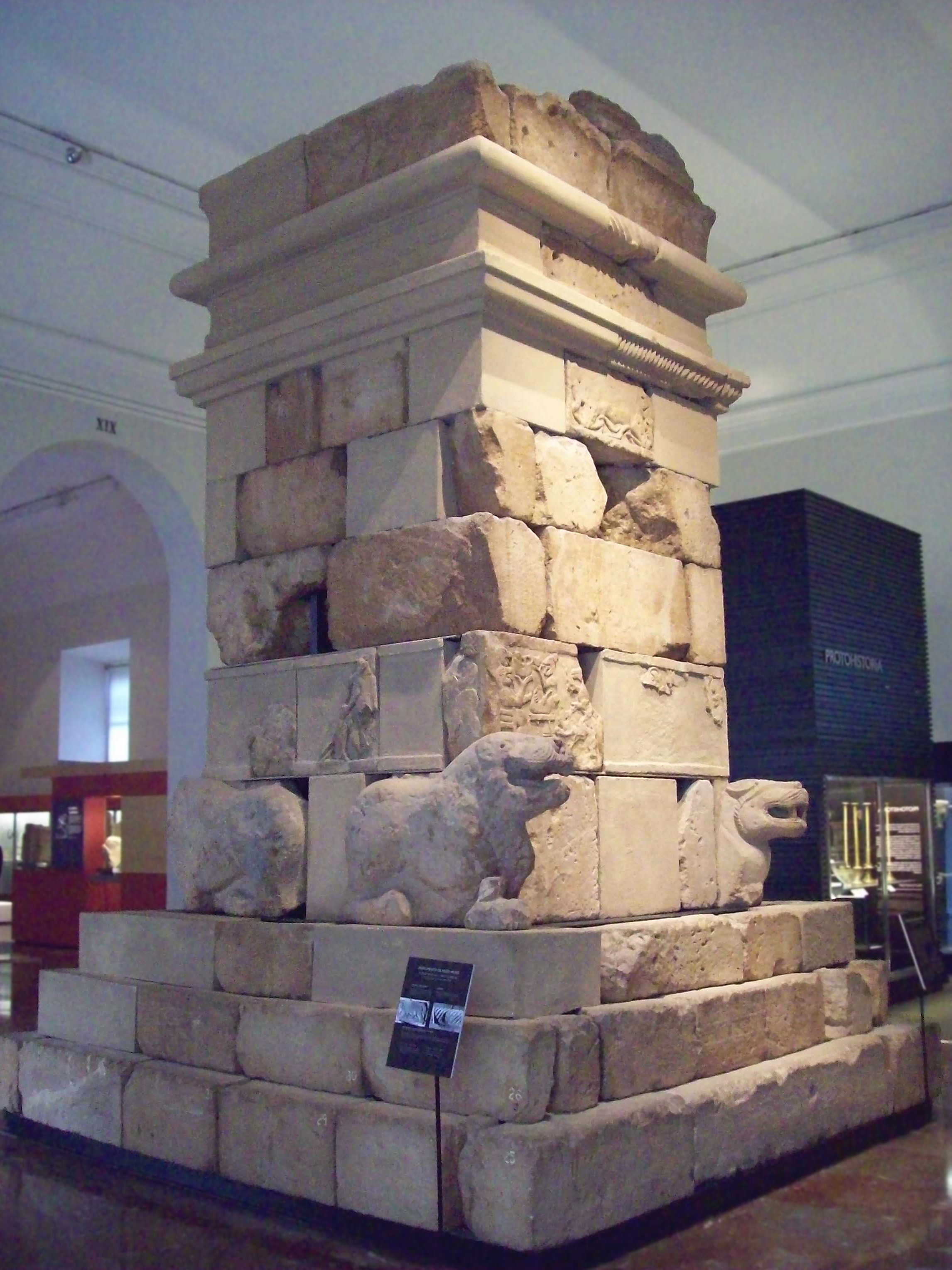
Sepulcro de Pozo Moro, monumento funerario ibérico, erigido hacia el siglo VI a. C.

Al principio del periodo Neolítico, Chinchilla de Montearagón debió de ser poblada rápidamente, ya que se trataba de una zona alta en una llanura empantanada por los ríos que bajan del sur. La tradición, sin embargo, atribuye la fundación de Chinchilla a Hércules, sobre el siglo VII a. C., que puso las primeras piedras sobre el lugar. Resulta del todo incuestionable su origen remoto como demuestran diversos yacimientos arqueológicos de la zona, como los encontrados de la Vía Augusta (época romana), que delatan que fue un importante cruce de caminos. Es así mismo mencionada en el Itinerario Antonino A-31.

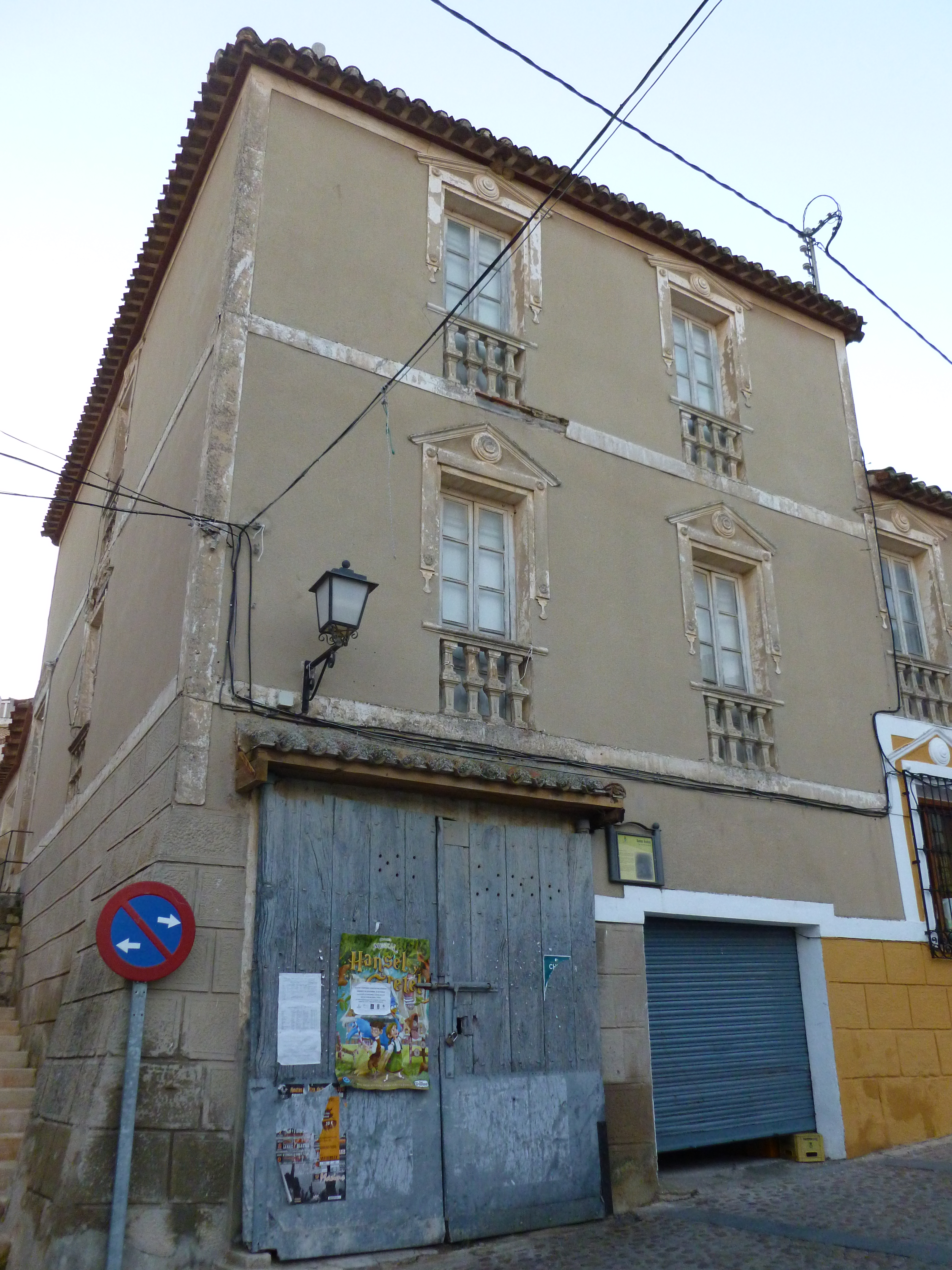
Edificio bajo el que se sitúan los baños árabes, declarados Bien de Interés Cultural con la categoría de monumento.

En época musulmana, siglo VIII, hay ya referencias históricas de Chinchilla, pero es hacia 928, bajo el califato cordobés, cuando adquiere notoriedad. Recibió el nombre de Ghenghalet y figuró entre las poblaciones más importantes del Reino de Murcia. También bajo el mismo dominio se llamó Yinyalá o también Sintinyala.
Las tropas de Alfonso X, coaligadas con la Orden de Calatrava y los ejércitos de Jaime I de Aragón al frente de Pelayo Pérez Correa comendador de la Orden de Santiago, la conquistaron a los árabes en 1242. En 1243, a través del Tratado de Alcaraz entre el mismo rey de Castilla y los descendientes de último rey de Murcia, Ibn Hud, cediendo todo su reino, se consolida el dominio castellano en la plaza ...con la ciudad de Murcia e todos sus castillos que son desde Alicante fasta Lorca e fasta Chinchilla....
Prácticamente todas estas tierras se irían sumando a las posesiones del infante Manuel de Castilla, señor de Villena, y se sabe que entre el año 1250 y el 1283 ya debía pertenecer Chinchilla al extenso señorío de Villena. Es precisamente en este año de 1283 cuando muere el infante, pasando sus posesiones a su hijo, Don Juan Manuel, futuro duque y príncipe de Villena. Don Juan Manuel reconstruiría el castillo de Chinchilla en décadas posteriores.

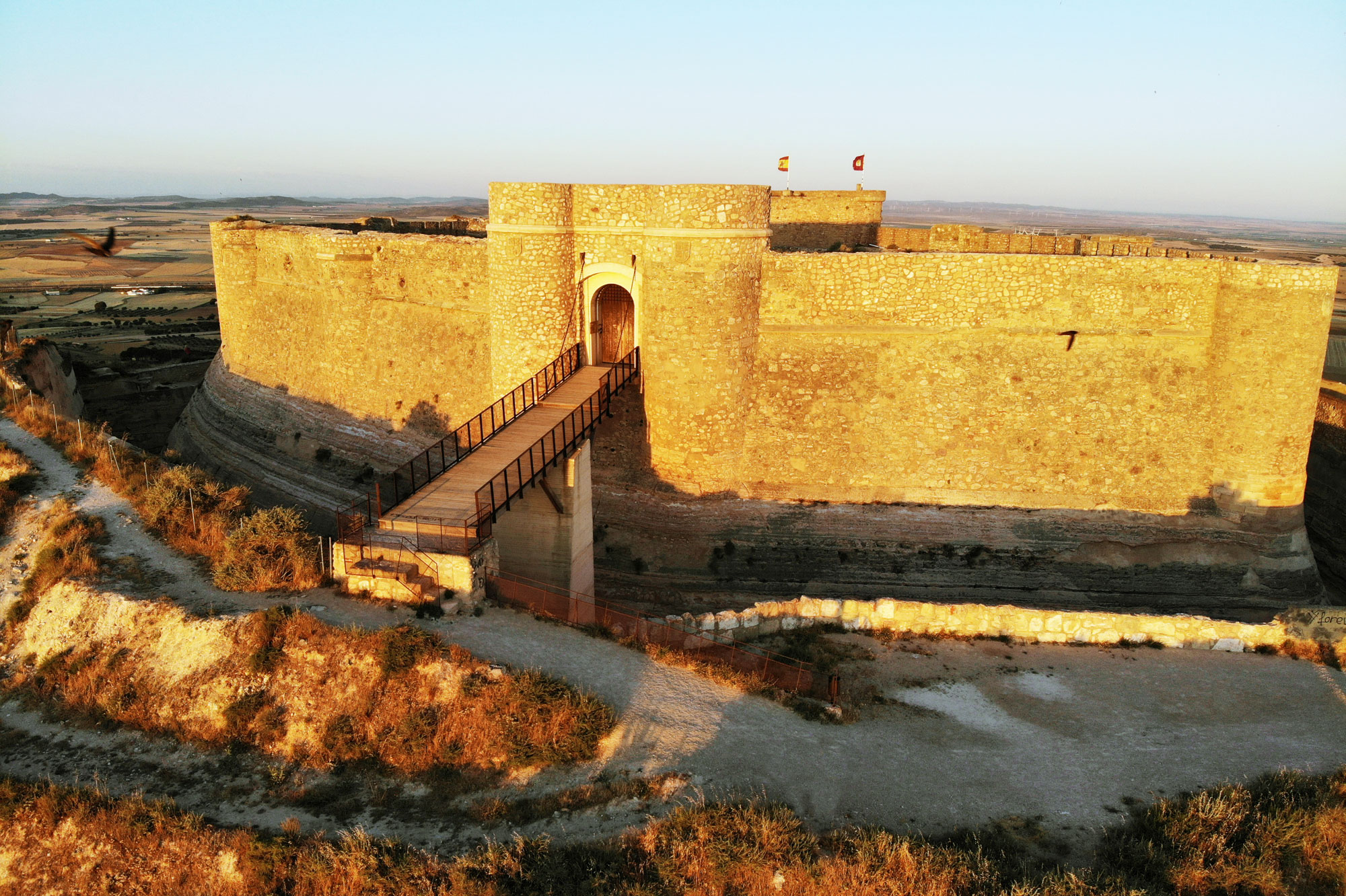
Castillo de Chinchilla

En el siglo XIV formó parte del Marquesado de Villena. Juan II (padre de Enrique IV e Isabel la Católica) la incorporó a la Corona de Castilla. Durante este reinado el infante Enrique de Aragón, maestre de la Orden de Santiago, intenta apoderarse del Señorío de Villena, apenas lo consigue durante un año, ya que Chinchilla opone una dura resistencia y por esta fidelidad a la monarquía castellana la villa recibe en 1422 el título de ciudad, siendo la capital de la Mancha de Aragón. Ésta es entregada como dote por Juan II a su hermana doña Catalina, esposa del Infante Don Enrique.
De los conflictos entre la Corona y los Infantes de Aragón, aliados con el Rey de Navarra, surge un nuevo poder: el de Diego López Pacheco y Portocarrero, que llegará a ser favorito de Enrique IV y marqués de Villena. Él recompone la unidad territorial del marquesado bajo su dominio, y en el siglo XV sus habitantes quedaron divididos ideológicamente: unos se mostraron partidarios de la reina Isabel y otros a favor de Juana la Beltraneja y de Diego López Pacheco, marqués de Villena. Su poder dura hasta la guerra entre los partidarios de ambos. Derrotados los segundos, Chinchilla se incorporó a la Corona de Castilla el 1 de marzo de 1480.
A raíz de estos hechos, los Reyes Católicos juran los Privilegios de esta ciudad sobre la Cruz de cristal de roca que se conserva en el Museo de la iglesia arciprestal de Santa María del Salvador el 6 de agosto de 1488, otorgándole los títulos de Noble y Muy Leal, que hoy en día todavía perduran (lo podemos leer en su escudo).
Tras estos hechos y durante el reinado de los Reyes Católicos, Chinchilla sufre una decadencia en favor de su antigua aldea, Albacete (con mayor protagonismo político y económico), ya que esta última disfrutaba de la comodidad del llano. Los chinchillanos llegaron a quejarse a su rey Felipe II, al cual le dirigieron una carta que transcribía así: "Esta Ciudad tenía buenos y grandes términos, donde venían y vienen a herbajar los de tierra de Huete. Su Majestad se los dio a la villa de Albacete por no se qué relación siniestra que ellos hicieron, de manera que los ha perdido quien los había ganado y defendido con su propia sangre, y los tiene quien con falsas relaciones los procuró".

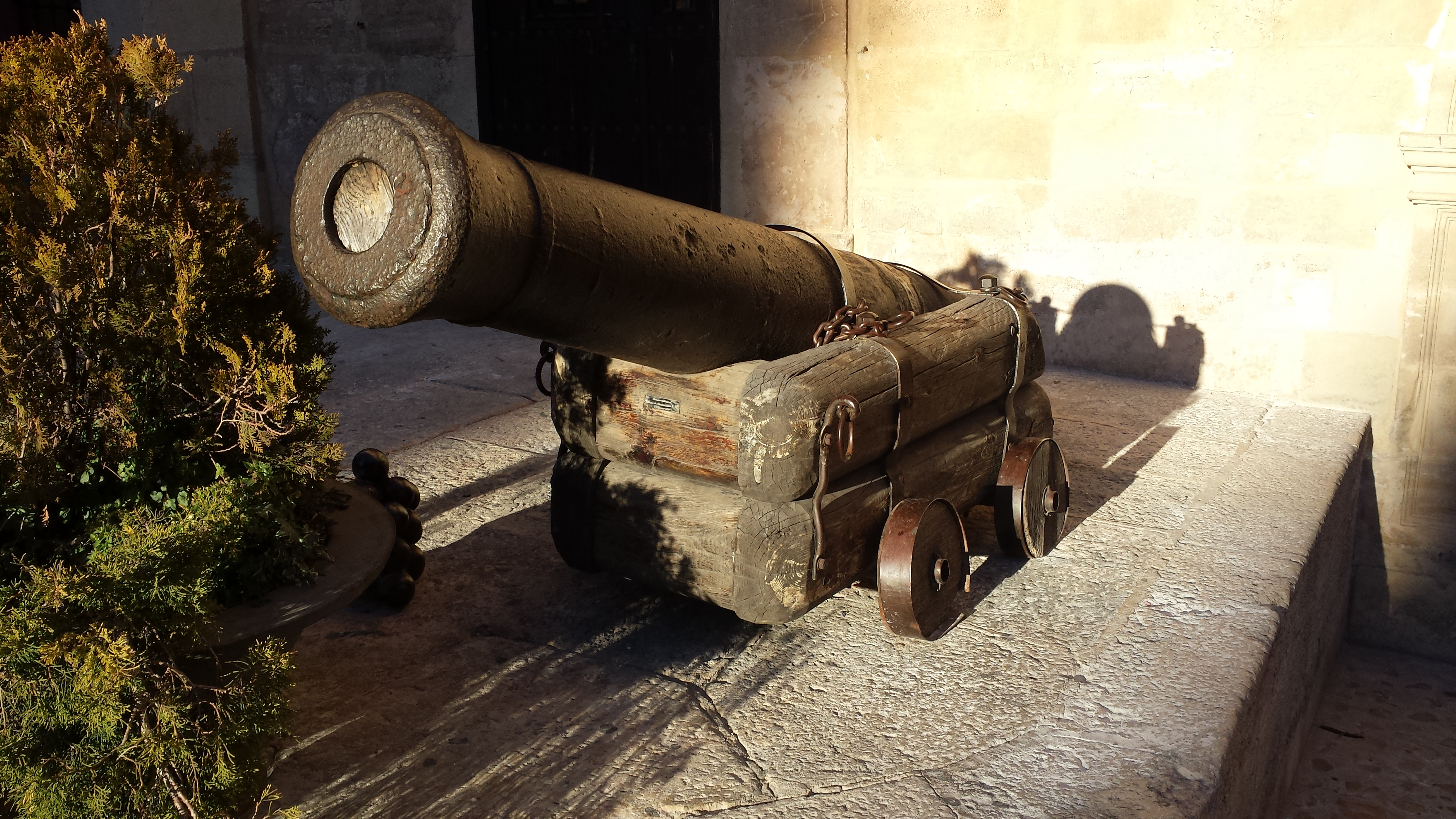
Cañón en Chinchilla.

Situada en un enclave fortificado y estratégico, fue escenario de numerosas acciones en 1707, durante el conflicto internacional de la guerra de sucesión española; las tropas del archiduque Carlos se apoderaron de Chinchilla.
Durante la guerra de la Independencia se adueñaron de su castillo las tropas francesas, las cuales volaron el Torreón del Homenaje y quemaron parte de su archivo municipal, es decir, parte de la historia de la ciudad.
Después de esta dominación, y bajo mandato de Fernando VII adquirió el título de Fidelísima, siendo la capital de la efímera provincia de Chinchilla (Trienio Liberal de 1820-1823) y recobrando el protagonismo como ciudad hasta el año 1823. Pero la represión absolutista de Fernando VII acaba con este breve paréntesis liberal. Al final, en 1833 la capitalidad recae sobre Albacete con la división de Javier de Burgos. Sin embargo, y en las guerras carlistas, aun siendo capital Albacete, varias instituciones como la Diputación se resguardaron en el cobijo de los muros de Chinchilla de Montearagón.

## Demografía
Cuenta con una población de 4626 habitantes (INE 2024).
| Gráfica de evolución demográfica de Chinchilla de Monte-Aragón entre 1842 y 2021                                                                                            |
| |
| Población de derecho según los censos de población del INE. Población de hecho según los censos de población del INE.En estos censos se denominaba Chinchilla: 1842 y 1857. |

## Economía

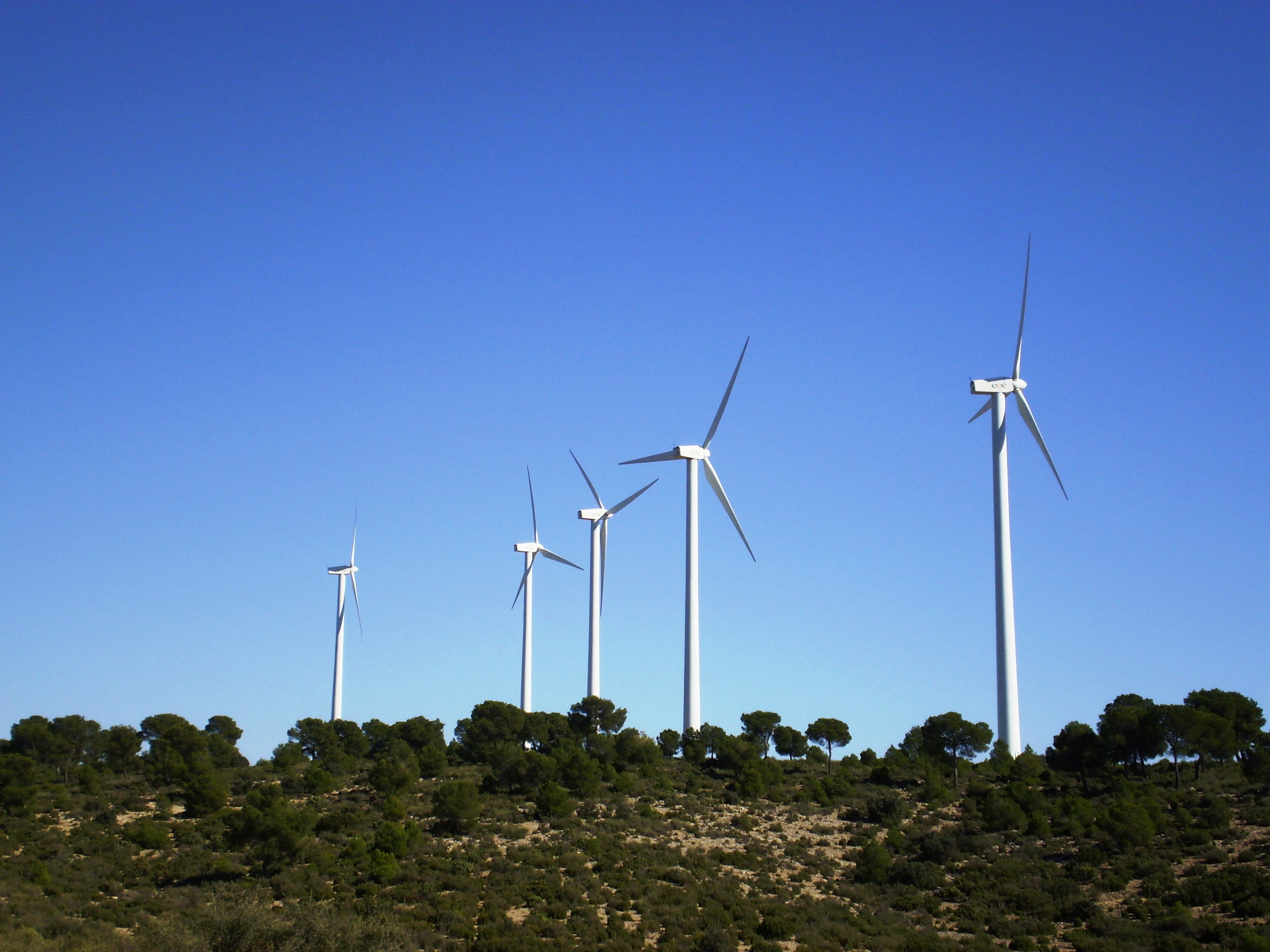
Aerogeneradores de la finca del cerro del Pinar, cerca del límite con Pozo Cañada.

El turismo ocupa un lugar prominente en la economía de Chinchilla de Montearagón, declarada conjunto histórico artístico, con una gran riqueza monumental.
La industria, impulsada por la proximidad de Albacete, es otro sector puntero de su economía. Durante el siglo XX se construyeron varios polígonos industrialesː el polígono industrial Camporrosso, donde se encuentran instaladas industrias de muy diversos sectores, el polígono industrial Montearagón y el polígono industrial Los Molinos.
En su término municipal se encuentran diferentes aerogeneradores, para la obtención de energía eólica.
Otros servicios sonː Guardería Jardín de Infancia, colegio público Alcalde Galindo, Instituto de Educación Secundaria, biblioteca municipal, polideportivo y piscina municipal (posee en sus instalaciones, pistas de fútbol, Frontenis y Tenis), juzgado de paz, centro de salud, teatro auditorio y mercado (los jueves).

## Transporte

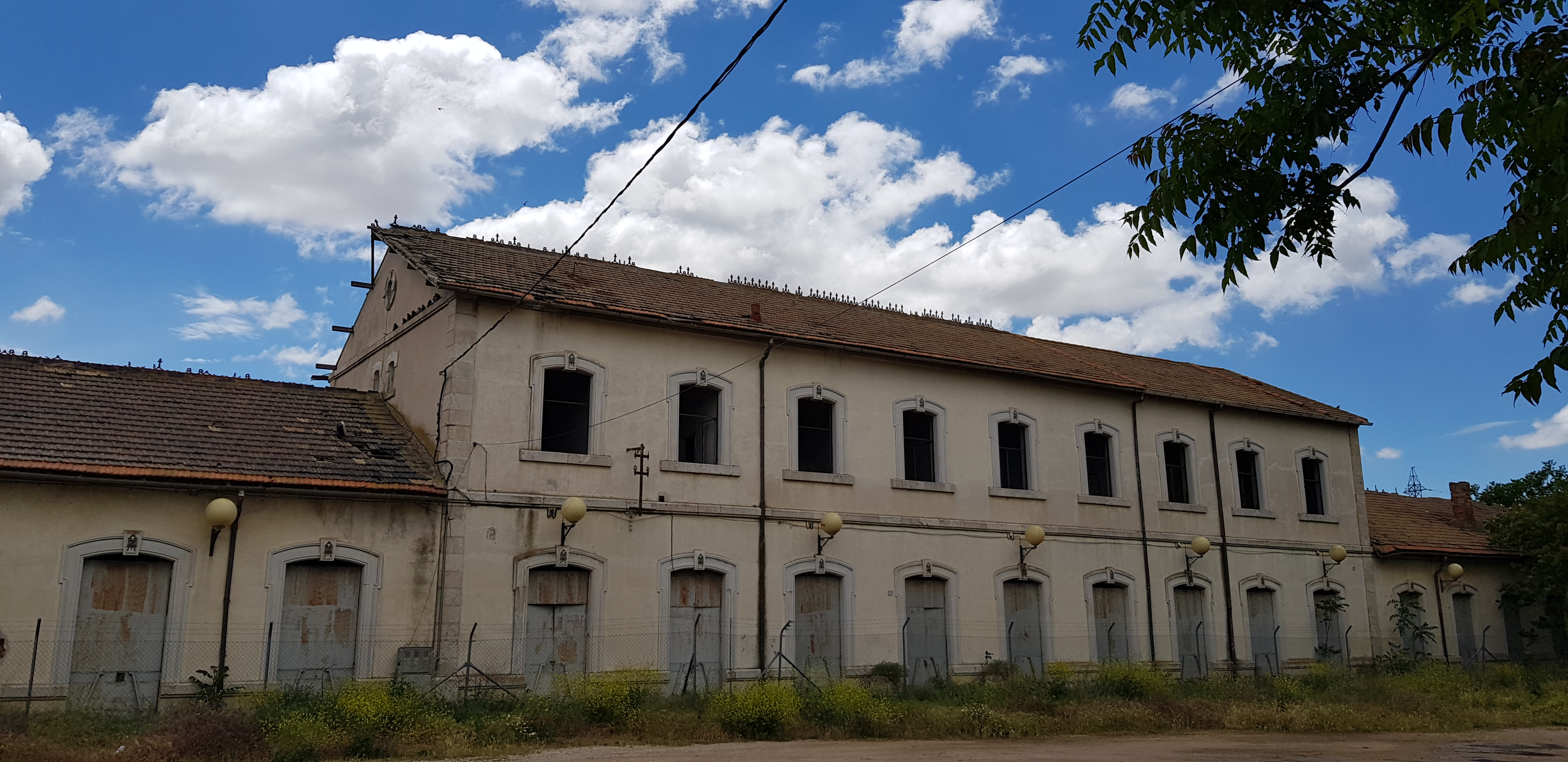
Vista de la histórica Estación de Chinchilla

Chinchilla de Montearagón alberga la histórica Estación de Chinchilla, cuyo origen se remonta al siglo XIX y que llegó a convertirse en una de las más importantes de España. Hoy en día constituye un valioso patrimonio ferroviario.

## Política
Pertenece al partido judicial de Albacete.
| Partido político                         | 2023    | 2023       |
| Partido político                         | Votos % | Concejales |
| Partido Socialista Obrero Español (PSOE) | 37,42%  | 5          |
| Partido Popular (PP)                     | 20,93%  | 2          |
| Ciudadanos (Cs)                          | 16,40%  | 2          |
| Vox                                      | 11,70%  | 1          |
| Unidas-IU-Podemos                        | 9,15%   | 1          |

| Periodo   | Nombre                                                                                              | Partido    |
| --------- | --------------------------------------------------------------------------------------------------- | ---------- |
| 1979-1983 | Francisco García de la Encarnación                                                                  | PSOE       |
| 1983-1987 | Francisco García de la Encarnación                                                                  | PSOE       |
| 1987-1991 | Dionisio F. García Gabriel                                                                          | PP         |
| 1991-1995 | Daniel Ballesteros Madrona                                                                          | PSOE       |
| 1995-1999 | Daniel Ballesteros Madrona                                                                          | PSOE       |
| 1999-2003 | Vicente Martínez Correoso                                                                           | PSOE       |
| 2003-2007 | Vicente Martínez Correoso                                                                           | PSOE       |
| 2007-2011 | Vicente Martínez Correoso (2007-2010) Daniel Ballesteros Madrona (2010-2011)                        | PSOE       |
| 2011-2015 | Pedro Luis Medina Cebrián (2011-2013) Arturo Tendero (2013) José Martínez Correoso (2013-15)        | PP IU PSOE |
| 2015-2019 | José Martínez Correoso (2015-2016) Agapita García Correoso (2016-2017) Ignacio Díaz Huedo (2017-19) | PSOE Cs IU |
| 2019-2023 | Francisco Morote Alcaraz                                                                            | PSOE       |
| 2023-act. | Francisco Morote Alcaraz                                                                            | PSOE       |

## Patrimonio

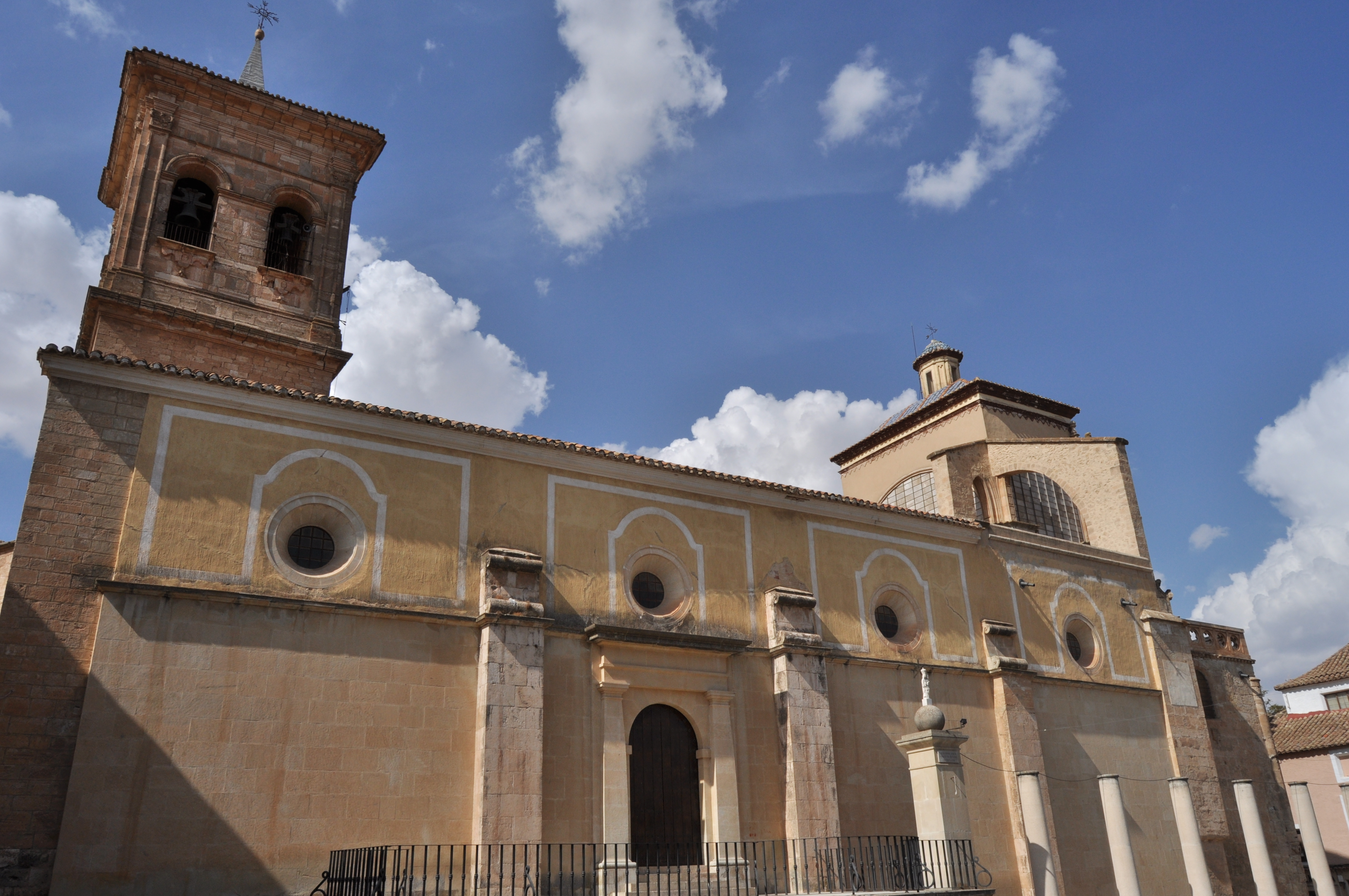
Iglesia de Santa María del Salvador

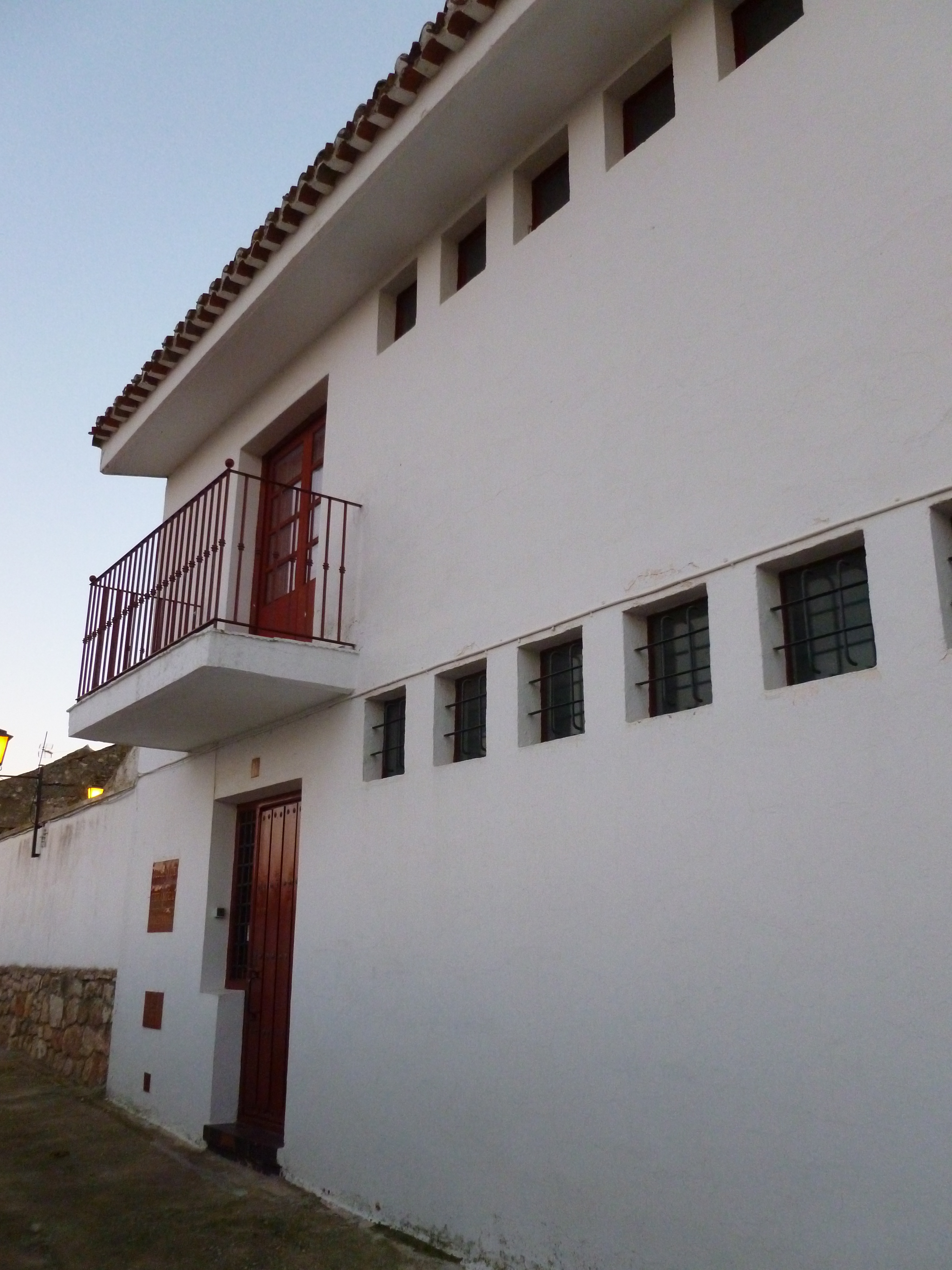
Museo Nacional de Cerámica.

El centro de la ciudad es la plaza Mayor, en la que se encuentra el ayuntamiento, construido entre el siglo XVI y el siglo XVIII presidido por el busto de Carlos III, la iglesia arciprestal de Santa María del Salvador, edificada entre el siglo XV y el siglo XVI y la Torre del Reloj. 
- Plaza Mayor.
- Casa consistorial.

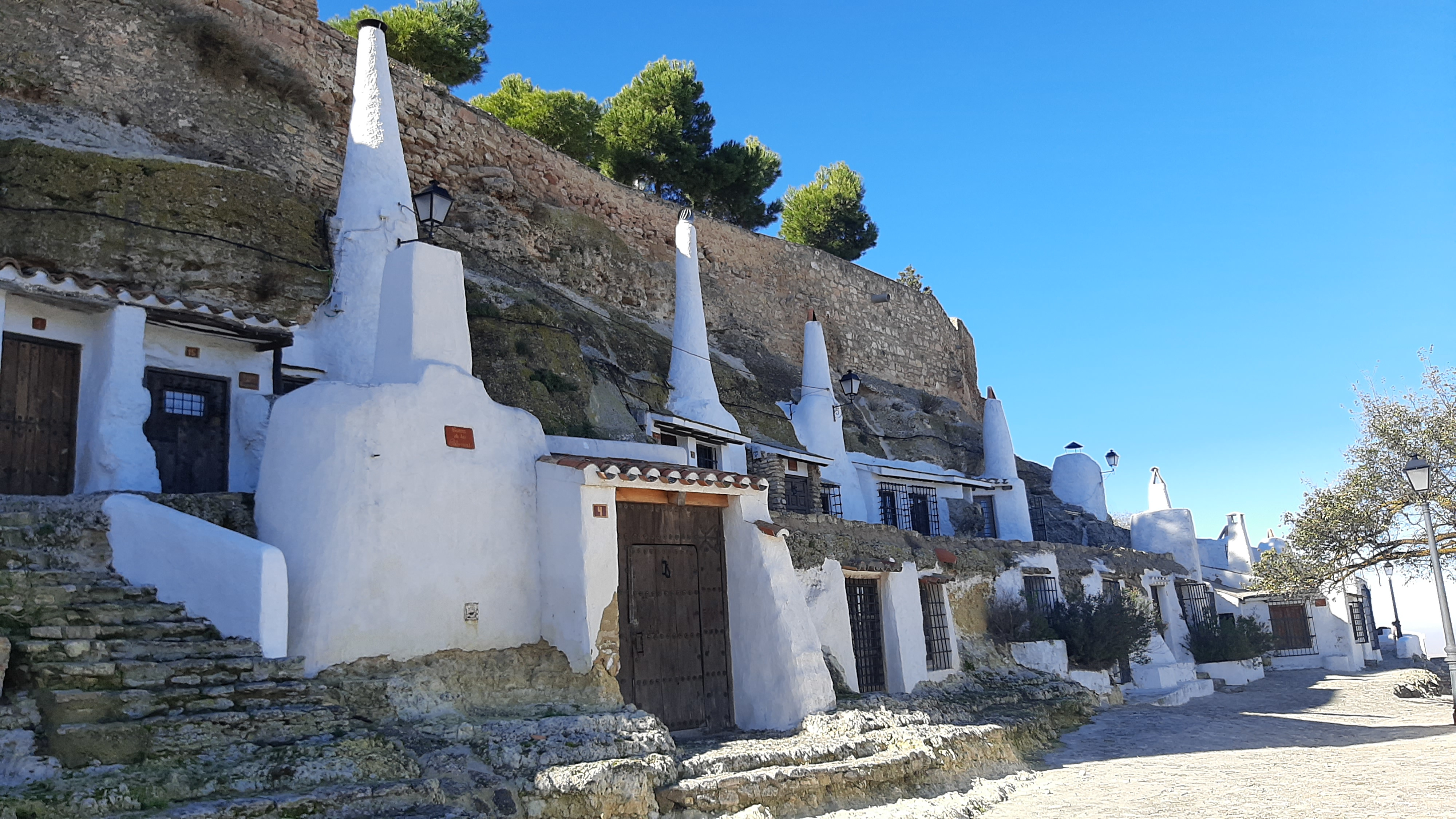
Casas del Agujero.

- Iglesia Arciprestal de Santa María del Salvador. En su interior se encuentra la imagen del siglo XIV de la Virgen de las Nieves, patrona de la ciudad. Aunque en la actualidad presente un interior barroco, con yeserías superpuestas, sus comienzos se encuentran en los primeros años del siglo XIV, si bien las sucesivas reformas que ha sufrido, la han convertido en una amalgama de estilos, desde el gótico-mudéjar, hasta el neoclasicismo dieciochesco.
- Museo de Arte Sacro de Chinchilla de Montearagón
- Castillo (de origen árabe), símbolo de la ciudad. Se trata de un antiguo emplazamiento ibérico y más tarde romano, ocupado posteriormente por los visigodos. Los árabes lo conquistaron denominando a esta plaza Ghenghalet. De la influencia árabe quedaron en el recinto fortificado elementos defensivos diversos, como las entradas en codo, con recorridos entre varias puertas sucesivas que obligaban a giros de noventa grados, las torres albarranas, construidas exentas al exterior del recinto y unidas algunas de ellas a este por puentes o arcos, hoy todavía quedas restos de la antigua “Puerta Herrada”, construida sobre dos torreones exentos en el “Pilar” y “Escurrizo”, o las “corachas”, entendidas estas, bien como galerías subterráneas que comunicaban con tomas de agua o pozos, o bien como líneas de murallas que conectaban con torres alejadas del recinto, que cumplían la misión de aguada o control.
- Murallas árabes.
- Convento de Santo Domingo
- Iglesia de Santa Ana.
- Cuevas del Agujero y Cuevas de Patios Altos.
- Baños judeo-árabes. Fueron declarados con fecha 12 de diciembre de 2002, Bien de Interés Cultural, con categoría de Monumento. Actualmente no pueden visitarse.
- Museo de cerámica española desde 1980, de la colección y trabajo de campo reunido por el matrimonio Manuel Belmonte Martínez y Carmina Useros Cortés.
- Torre del Reloj
- Ermita de San Antón
- Convento de Santa Ana
- Hospital de San Julián
- Casa de la Tercia
- Patio Barroco de la Notaría (palacio de la familia López de Haro)
- Palacio de la familia Barnuevo
- Colegio Público "Alcalde Galindo". Es uno de los pocos centros educativos, construido en tiempos de la República Castilla-La Mancha y aledaño parque-jardín José Briones, en honor a un antiguo alcalde de la ciudad. El colegio fue una petición del alcalde Galindo a Marcelino Domingo que mandó edificar un singular edificio, de buen juego exterior de volúmenes y obra de ladrillo llagueado. A destacar es su cubierta de hierro forjado, su sistema de calefacción (una chimenea en cada aula), su altura de techos (5 m.) y sus grandes vanos. En la guerra civil fue cuartel de la "quinta del chupete o del biberón", llamada así por ser la última y la más joven en ser movilizada. Es posible que también se acuartelaran las Brigadas Internacionales, aunque parece que éstas lo hicieron en el municipio. Fue inaugurado como colegio público en años posteriores al 1939.

## Cultura

### Fiestas y eventos por barriadas

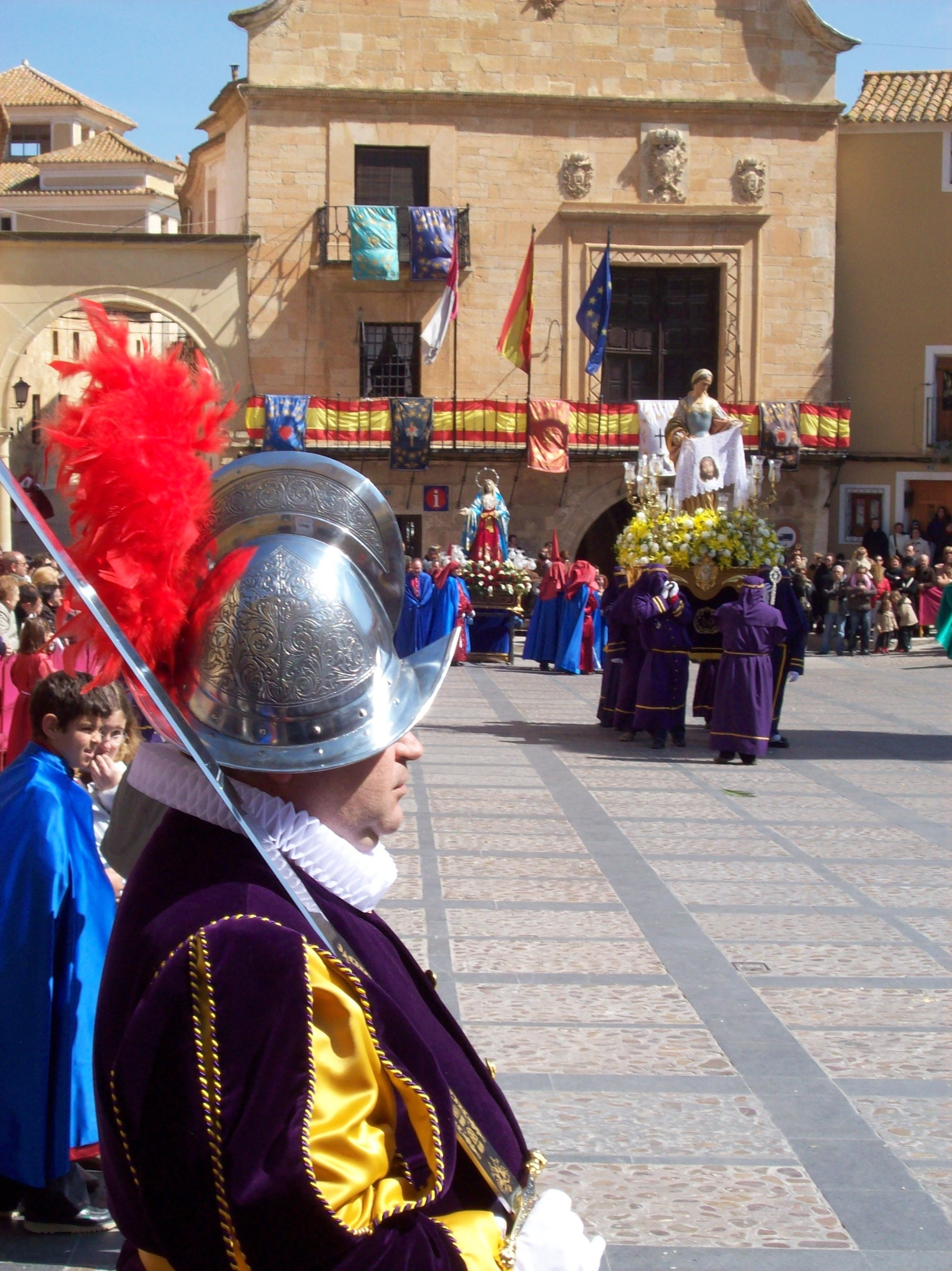
La Verónica

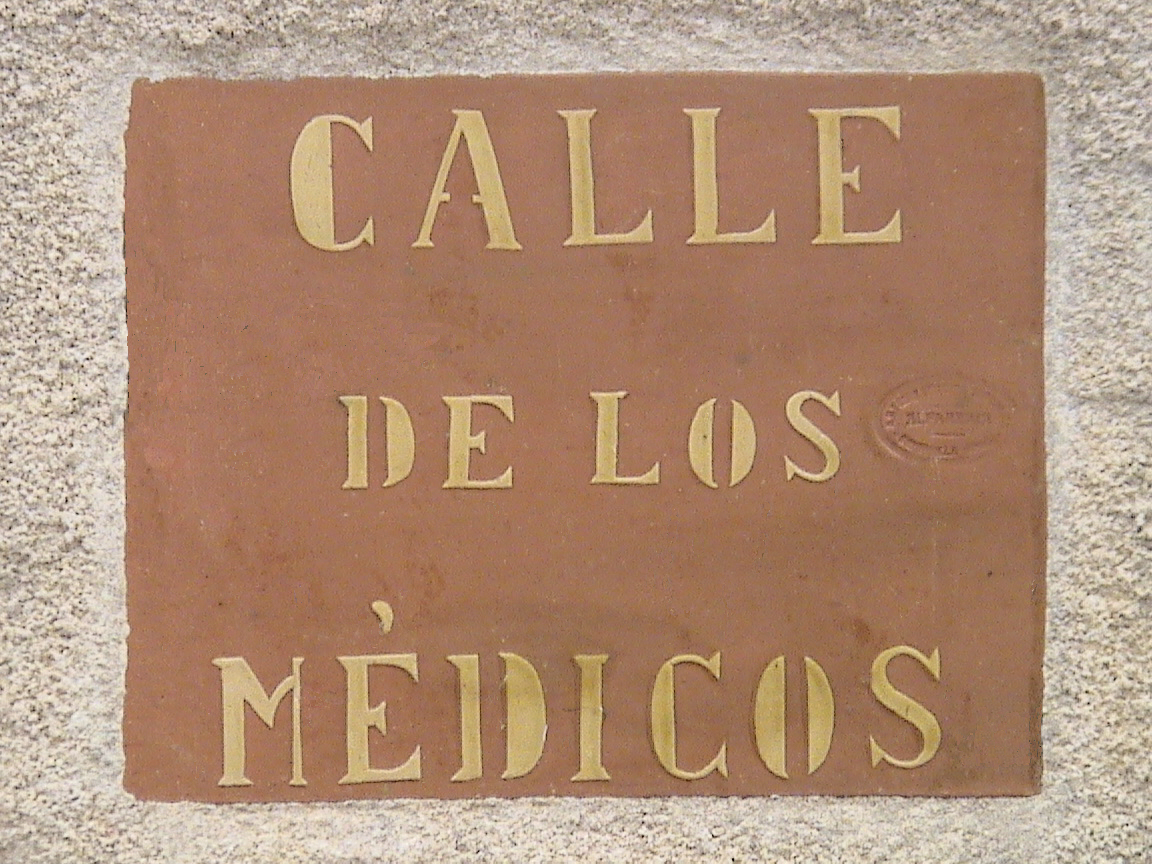
Placa de arcilla de la calle de los médicos, hecha en los alfares locales.

- Fiestas Mayores en honor a la Virgen de las Nieves, semana del 5 de agosto.
- Semana Santa, declarada en 2002 por la Junta de Comunidades de Castilla-La Mancha de Interés Turístico Regional. Todos los sábados de Cuaresma a las 11 de la noche salen las Bozainas, largos instrumentos de metal de unos 3 metros de longitud, que rompen su lúgubre melodía por las calles del casco histórico anunciando la Cuaresma, tal vez de origen oriental. Las Procesiones desde el Viernes de Dolores hasta Domingo de Resurrección. De especial interés es la Procesión del Encuentro, el Viernes Santo por la mañana, donde se realiza el ancestral Canto de la Pasión de Chinchilla posiblemente del siglo XVIII.
- La Soldadesca en honor de la Virgen de las Nieves, Patrona de la ciudad. Coincide siempre con el tercer domingo de mayo.
- San Antón, sábado y domingo anterior o posterior al 17 de enero.
- "Los miércoles". Miércoles de Ceniza. Tradición en parte recuperada de aprox. finales del siglo XX y que consiste en la representación en las calles del municipio de escenas cotidianas donde los protagonistas son muñecos hechos por los habitantes de Chinchilla de Montearagón.(actualmente en trámite para ser declarada fiesta de interés turístico regional).
- Santa Ana, 26 de julio.
- Santo Domingo, primera semana de agosto. El 4 de agosto a las 6 de la mañana, tradicionales Salves a Santo Domingo.
- San Julián, último fin de semana de agosto.
- San Miguel, 29 de septiembre.
- Jueves Lardero.

### Camino de Santiago de Levante

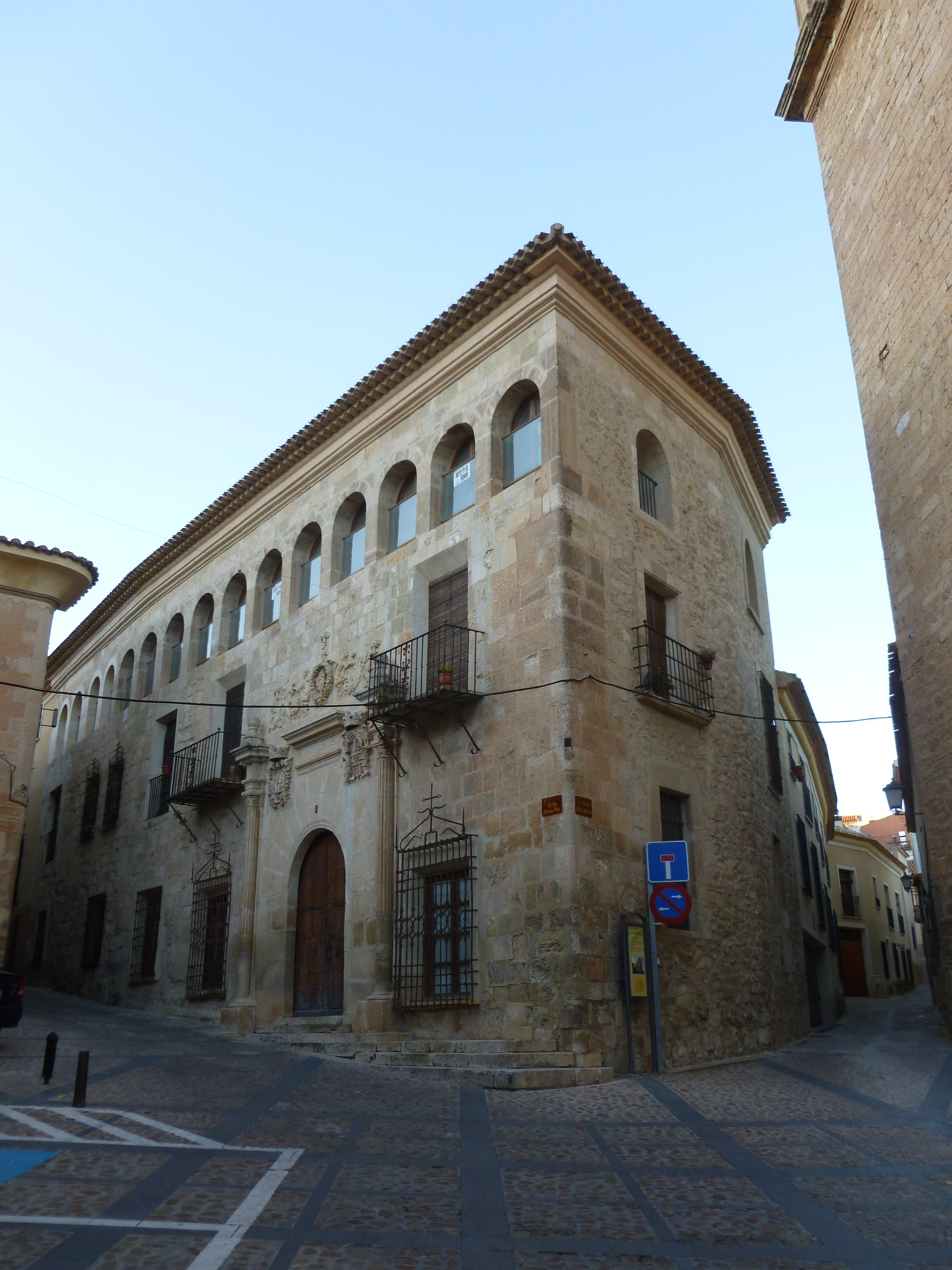
Palacio de Núñez Cortés.

Desde finales del siglo XX fueron adquiriendo gran importancia la difusión de los diferentes Caminos de Santiago que atraviesan la provincia de Albacete, entre ellos el denominado Camino de Santiago de Levante. Este camino une la ciudad de Valencia con la de Zamora, donde se une con la Ruta Jacobea de la Plata, y recorre la provincia de Albacete desde Almansa hasta Minaya, pasando también por los términos municipales de Higueruela, Hoya-Gonzalo, Chinchilla de Montearagón, Albacete, La Gineta y La Roda.

### Música
El grupo de música antigua y barroca Capilla Antigua de Chinchilla, fundado por el gran tenor José Ferrero y formado por músicos profesionales con gran afán de recuperación y estudio de la música, dedicó su primer álbum a la Pasión Cantada de Chinchilla y a la música medieval de Alfonso X. La Capilla ha participado en el Festival de Teatro Clásico de Chinchilla repetidas veces desde el año 2004.